# Heinrich Komp

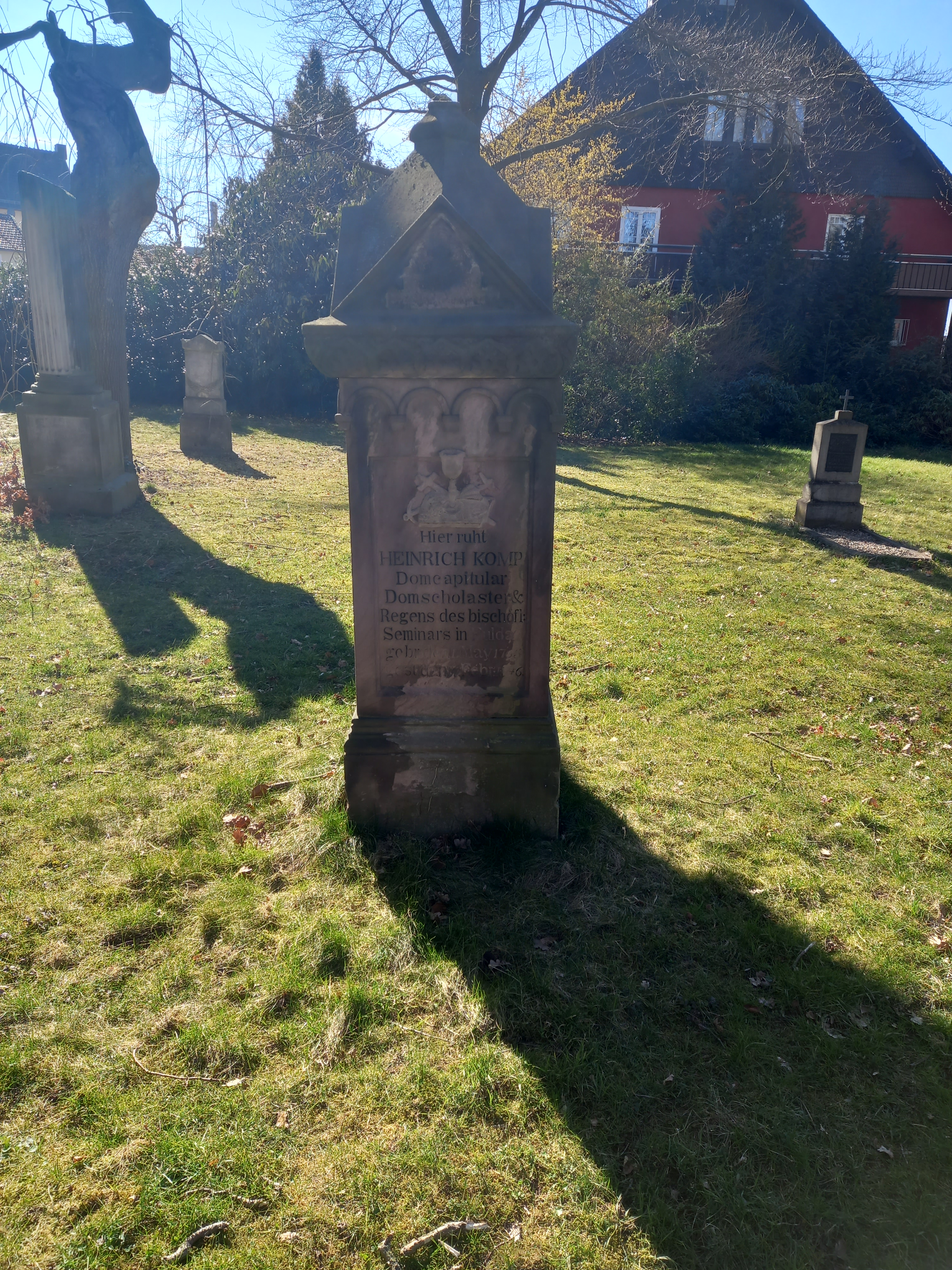
Das Grab von Heinrich Komp auf dem Alten städtischen Friedhof Fulda

Heinrich Komp (* 1. Mai 1765 in Fulda; † 14. Februar 1846 ebenda) war ein deutscher römisch-katholischer Theologe und Geistlicher.

## Leben
Komp wurde am 1. Mai 1765 in Fulda geboren und wurde nach Beendigung der theologischen Studien Lehrer am hochfürstlichen Gymnasium seiner Heimatstadt. Später wurde er Subregens am Priesterseminar Fulda und Professor an der Universität Fulda. Ab 1803 war er Regens des Priesterseminars und von 1803 bis zu deren Auflösung 1805 Rektor der Universität. 1829 wurde er zum Domkapitular ernannt.
Er starb 1846 hochbetagt mit 81 Lebensjahren und wurde verehrt wegen seiner Frömmigkeit und Gelehrsamkeit. Sein Grabstein befindet sich auf dem Alten Städtischen Friedhof in Fulda.
Heinrich Komp war ein Onkel und Taufpate von Heinrich Fidelis Müller und Onkel des späteren Fuldaer Bischofs Georg Ignaz Komp.